# Anderstorps kyrka
Anderstorps kyrka är en kyrkobyggnad i Anderstorp i Gislaveds kommun i Jönköpings län. Den tillhör Anderstorps församling i Växjö stift.

## Kyrkobyggnad
Den nuvarande kyrkan har haft åtminstone två äldre föregångare, belägna 300 meter väster om den nuvarande. Den senast föregående var av trä och uppfördes 1754 och revs 1856.
Anderstorps kyrka är uppförd 1853-56 efter ritningar av Abraham Rafael Pettersson vid Överintendentsämbetet. Kyrkan är uppförd i sen nyklassicistisk stil som en enskeppig salskyrka med rundat kor i samma bredd som långhuset. Tornet i väster har ett flackt kopparklätt tak som kröns av en lanternin med spetsig spira. Taket över långhus och kor är klätt med skiffer. I norr finns en sakristia. Exteriören är väl bevarad förutom utvidgning av sakristian 1967.
Interiören präglas av bred sal, enkelt och nyklassisistisk rent. Kyrkan målades invändigt 1965-67 i gråvitt, ockragula listverk och bondskt inspirerade marmoreringar på bänkdörrar och taklister. Det ursprungliga svepekorset i altartavlan har bytts ut mot en snidad träskulptur av Kristus. Den tillkom 1981 och är utförd av Margaretha Engström.

## Inventarier
- Predikstolen i senrokoko från 1772 tillverkades av Sven Nilsson Morin är en av få tillvaratagna delar från den gamla kyrkan.
- Fodralet till golvuret är tillverkat av Sven Nilsson Morin.
- Den ursprungliga svepekorset står nu i sakristian.
- Morin gjorde även de åtta pannåer som nu sitter i vapenhuset och som tidigare satt i den gamla kyrkans som läktarbröstning

## Kyrkklockor
- Storklockan väger 680 kilo.
- Kyrkans Lillklocka kom till efter en ihopgjutning av kyrkans tidigare Mellan- och Lillklockor år 1783. Klockgjutare Elias Fries Thoresson i Jönköping gjorde omgjutningen.

### Orgel
- 1861 byggde Frans Andersson, Stockholm en orgel med tolv stämmor.
- En orgel byggd 1877 av Anders Victor Lundahl, Malmö, blev provspelad och avsynad av den nerresta organisten. Orgeln blev sedan transporterad med ångfartyget "Svea" upp till Halland för vidare transport.
- 1926 byggde Herman Nordfors på Nordfors & Co, Lidköping en orgel med två manualer och 23 stämmor.
- Ett nytt mekaniskt orgelverk insattes 1972 tillverkat av Olof Hammarberg, Göteborg, bakom fasaden från 1861 års orgel.

| Huvudverk I   | Svällverk II      | Pedal           | Koppel |
| Borduna 16´   | Gedakt 8´         | Subbas 16´      | I/P    |
| Principal 8´  | Fugara 8´         | Principalbas 8´ | II/P   |
| Rörflöjt 8´   | Principal 4´      | Gedaktbas 8´    | II/I   |
| Oktava 4´     | Rörflöjt 4'       | Kvintadena 4´   |        |
| Spetsflöjt 4' | Oktava 2'         | Nachthorn 2´    |        |
| Kvinta 2 2⁄3' | Gedaktflöjt 2'    | Rauschkvint III |        |
| Oktava 2'     | Nasat 1 1/3'      | Fagott 16'      |        |
| Mixtur IV     | Sesquialtera II   |                 |        |
| Trumpet 8'    | Scharf III        |                 |        |
|               | Dulcian 8'        |                 |        |
|               | Tremulant         |                 |        |
|               | Crescendosvällare |                 |        |

- Kororgeln är tillverkad 1964 av Ingvar Johansson, Västbo Orgelbyggeri, Långaryd. Orgeln flyttades hit från församlingshemmet 1986. Samtidigt byggde man till pedalverket. Orgeln är mekanisk.

| Manual       | Pedal      | Koppel   |  |
| Gedackt 8’   | Subbas 16’ | Man/Ped. |  |
| Rörflöjt 4’  |            |          |  |
| Principal 2’ |            |          |  |
| Sifflöjt 1’  |            |          |  |

## Källa
- Byggnadsvårdrapport 2006:29 Jönköpings Läns Museum
- Tore Johansson, red (1988). Inventarium över svenska orglar: 1988:II, Växjö stift. Tostared: Förlag Svenska orglar. Libris 4108784
- Wikimedia Commons har media som rör Anderstorps kyrka.